# Amphipyra lineata
Amphipyra lineata là một loài bướm đêm trong họ Noctuidae.